# Kyanzittha

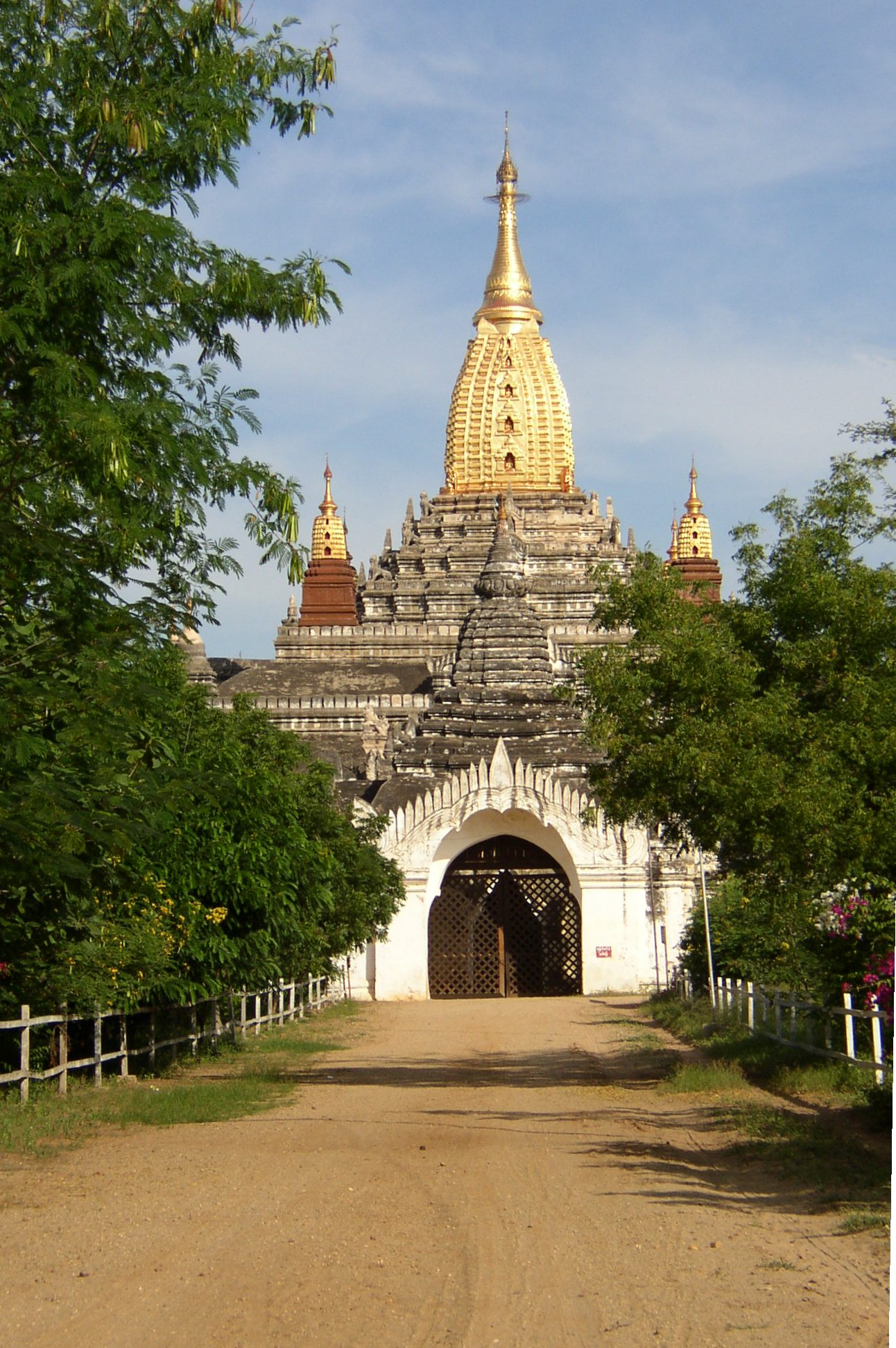
Le Temple de l'Ananda, construit par Kyanzittha (1091)

Kyanzittha (birman : ကျန်စစ်သား ; API : /tɕàɴsɪʔθá/) est le troisième roi de Pagan après son père et son frère, de 1084 à 1113. Il était fils du roi Anawrahta et d'une de ses épouses secondaires. Il est surtout connu pour ses importantes constructions religieuses à Bagan, dont le Nagayon et le Temple de l'Ananda (1091).
Durant sa jeunesse, Kyanzittha participa à la campagne de son père contre le royaume Môn de Thaton pour obtenir un exemplaire du Tipitaka. Il fut couronné roi après la mort de son demi-frère le roi Sawlu.
Connu pour son goût pour la culture mône, il fit graver des inscriptions en môn, épousa une princesse mône et eut de bonnes relations avec le royaume môn.
Son petit-fils Alaungsithu lui succéda.

## Jeunesse
La plus grande partie des débuts de Kyanzittha, comme de l'histoire de Pagan, est étroitement mêlée d'éléments légendaires et littéraires et ne doit pas être considérée autrement.
Né en 1041, Kyanzittha était fils du futur roi Anawrahta, alors prince à la cour du roi de Pagan Sokkate, et de Pyinsa Kalayani, princesse de Wethali. (On pense que Wethali se trouve dans l'actuel État d'Arakan ou au Bengale, et à en juger d'après les traits de la statue de Kyanzittha au temple de l'Ananda, sa mère était probablement indienne.) Selon les chroniques, Kyanzittha grandit loin de la cour, d'où sa mère enceinte de lui avait été bannie, parce qu'on avait fait croire à Anawrahta qu'elle n'était pas de sang royal. Les chroniques avancent aussi que le père de Kyanzittha n'était peut-être pas Anawrahta mais Yazataman, l'envoyé de Pagan chargé de l'accompagner de Wethali jusqu'à Pagan.
Les chroniques présentent de nombreuses incohérences sur ces événements. Elles affirment qu'Anawrahta était déjà roi quand Pyinsa Kalayni lui fut envoyée pour épouse. Mais il ne le devint qu'en 1044, alors que Kyanzittha est né vers 1041. D'un autre côté, il est improbable que le souverain de Wethali ait envoyé sa fille à un simple prince, et non pas au roi Sokkate lui-même. Les chroniques affirment aussi qu'Anawrahta essaya de tuer tous les enfants nés la même année que Kyanzittha, parce que ses astrologues lui avaient prédit qu'un de ceux-ci deviendrait roi à sa place. Mais il ne l'était pas encore à cette époque.
Kyanzittha grandit dans une relative obscurité jusqu'à ce que son père le rappelle auprès de lui (sans doute au début de son adolescence).

### Signification du nom
Le nom de naissance de Kyanzittha nous est inconnu. Selon les inscriptions de la pagode Shwezigon dédicacées par le roi lui-même, Kyanzittha est un titre donné par Anawrahta et signifiant « le dernier soldat debout », pour son habileté à survivre sur le champ de bataille. Mais selon l'historien George Cœdès, c'est une corruption du mot pâli kalan cacsa signifiant « soldat-officier ».

## Carrière militaire (1057- années 1070)
À la cour d'Anawrahta, Kyanzittha se trouva dans l'ombre de son demi-frère aîné Sawlu, et servit comme cadet dans l'armée de Pagan. Anawrahta y reconnut bientôt ses qualités. En 1057, il en fit à 15 ans un des quatre commandants de son invasion du royaume de Thaton.
Ce détail semble prouver qu'Anawrahta ne doutait pas de sa paternité : à l'époque féodale birmane, seuls les princes royaux pouvaient commander une armée si jeunes. Les roturiers devaient faire leurs preuves plusieurs années avant d'accéder à de tels postes.
Les forces de Pagan prirent Thaton après trois mois de siège et Kyanzittha devint connu comme l'un des « Quatre Paladins ». Anawrahta poursuivit en fondant l'Empire de Pagan (aussi appelé Premier Empire birman), étendant son autorité dans toutes les directions : Arakan dans l'ouest, collines shans dans le nord et l'est, Tenasserim dans le sud. Kyanzittha participa à toutes les expéditions de son père, notamment celle contre le royaume de Dali (dans l'actuel Yunnan), et en dirigea certaines, comme la campagne du Tenasserim, durant laquelle les quatre « Paladins » défirent l'armée de l'Empire khmer et intégrèrent la région à l'empire de Pagan
Au début des années 1070, Kyanzittha fut chargé de défendre Pégou contre des raids lancés depuis la région de Chiang Mai. Après une facile victoire, le souverain môn de Pégou, qu'Anawrahta avait maintenu comme vice-roi pour son aide lors de la prise de Thaton en 1057, envoya sa fille Manisanda Khin U, des joyaux et des reliques de cheveux du Bouddha à Anawrahta.
Khin U fut conduite à Pagan dans une litière à rideaux, Kyanzittha chevauchant à ses côtés. Au cours du long voyage, ils tombèrent si amoureux que l'écho en parvint à Anawrahta. Celui-ci exila Kyanzittha.
Les chroniques birmanes présentent une version ornée de son exil. Kyanzittha fut conduit ligoté devant Anawrahta, qui se moqua de lui puis, devenu furieux, lui lança son épieu magique Areindama. Mais l'heure du prince n'était pas encore venue et l'épieu se contenta de l'effleurer, tranchant les cordes qui le retenaient. Kyanzittha s'en saisit et s'enfuit sans retour. Sa fuite par monts et par vaux forme encore aujourd'hui un des sujets favoris du théâtre birman.

## Années d'exil (jusqu'en 1084)
Kyanzittha s'enfuit dans l'ouest. À un moment, il vécut en s'occupant de chevaux. Il s'installa finalement à Kaungbyu (probablement dans le district de Sagaing), où il épousa Thanbula, nièce de l'abbé d'un monastère local, et vécut jusqu'à la fin du règne d'Anawrahta en 1077.
À cette date, son demi-frère Sawlu monta sur le trône. Bien qu'il ait toujours considéré Kyanzittha comme un rival, il le rappela à Pagan sur les instances du moine Shin Arahan, primat de la ville, pour participer à l'administration du royaume. Kyansittha laissa son épouse enceinte à Kaungbyu. À Pagan, il reprit bientôt sa relation avec Khin U, maintenant titrée Manisanda et devenue une des reines de Sawlu. Il fut donc rapidement exilé à nouveau, cette fois beaucoup plus loin, jusqu'à Dala (aujourd'hui un quartier de Rangoon).

### Révolte de Pégou
En 1084, Sawlu dut faire face à une importante révolte mône menée par son ami d'enfance Yamankan (Nga Yaman Kan), qu'il avait nommé gouverneur de Pégou. Il rappela Kyanzittha pour l'aider à la mater, mais fut lui-même capturé au cours d'une bataille près de Magwe. Ses ministres offrirent le trône à Kyanzittha, qui le refusa. Selon la Chronique du Palais de cristal, Kyanzittha essaya de libérer Sawlu en s'introduisant de nuit dans le camp ennemi. Juché sur les épaules des soldats de Kyanzittha qui le transportaient en sécurité, Sawlu pensa que celui-ci l'enlevait pour le tuer : il ne l'avait jamais bien traité et ne voyait pas pourquoi Kyanzittha aurait risqué sa vie pour sauver quelqu'un qui ne lui avait fait que du mal. Au contraire, Yamankan était son ami d'enfance et le fils de sa nourrice.
Sawlu cria « Kyanzittha m'enlève ! »
Kyanzittha lui répondit « Eh bien meurs, espèce d'idiot ; meurs comme un chien de la main de ces charognes. », le fit mettre à terre et s'enfuit en traversant l'Irrawaddy à la nage.
Yamankan fit rapidement tuer Sawlu et marcha sur Pagan. Incapable d'en investir les fortifications, son armée se dirigea vers le nord, près de l'actuelle Ava (Inwa). 
Kyanzittha se rendit pour sa part dans la région stratégique de Kyaukse, grenier à blé de la région, pour lever une armée. Il reçut l'allégeance du chef d'Htihlaing, qui l'aida à la recruter. Cette armée lui permit de refouler Yamankan vers le sud. Yamankan s'enfuit sur une barque rempli d'or et de pierres précieuses pillés tout le long de l'Irrawaddy, tandis que son armée suivait le fleuve. À mi-chemin de Pégou, près de Myingyan, ils furent rattrapés par Kyanzittha et son armée. Yamankan, qui était borgne, fut tué d'une flèche dans son autre œil.

## Montée sur le trône
À Pagan, Kyansittha fut proclamé roi, avec le titre Sri Tribhuwanaditya Dhammaraja, signifiant « Heureux roi bouddhiste, Soleil des trois mondes ». Furent aussi couronnées comme ses reines :
- Apeyadana, sa première épouse, dont il avait une fille, Shwe Einthi (qui fut la mère de son successeur Alaungsithu),
- Khin Tan, fille du chef de Htihlaing,
- Manisanda Khin U, reine d'Anawrahta et de Sawlu, pour laquelle il avait été exilé deux fois.

Thanbula, l'épouse de son premier exil, était absente. Elle vint plus tard à Pagan avec leur fils Yazakumar (ou Rajakuma, futur dédicataire de l'inscription de Myazedi).

## Règne

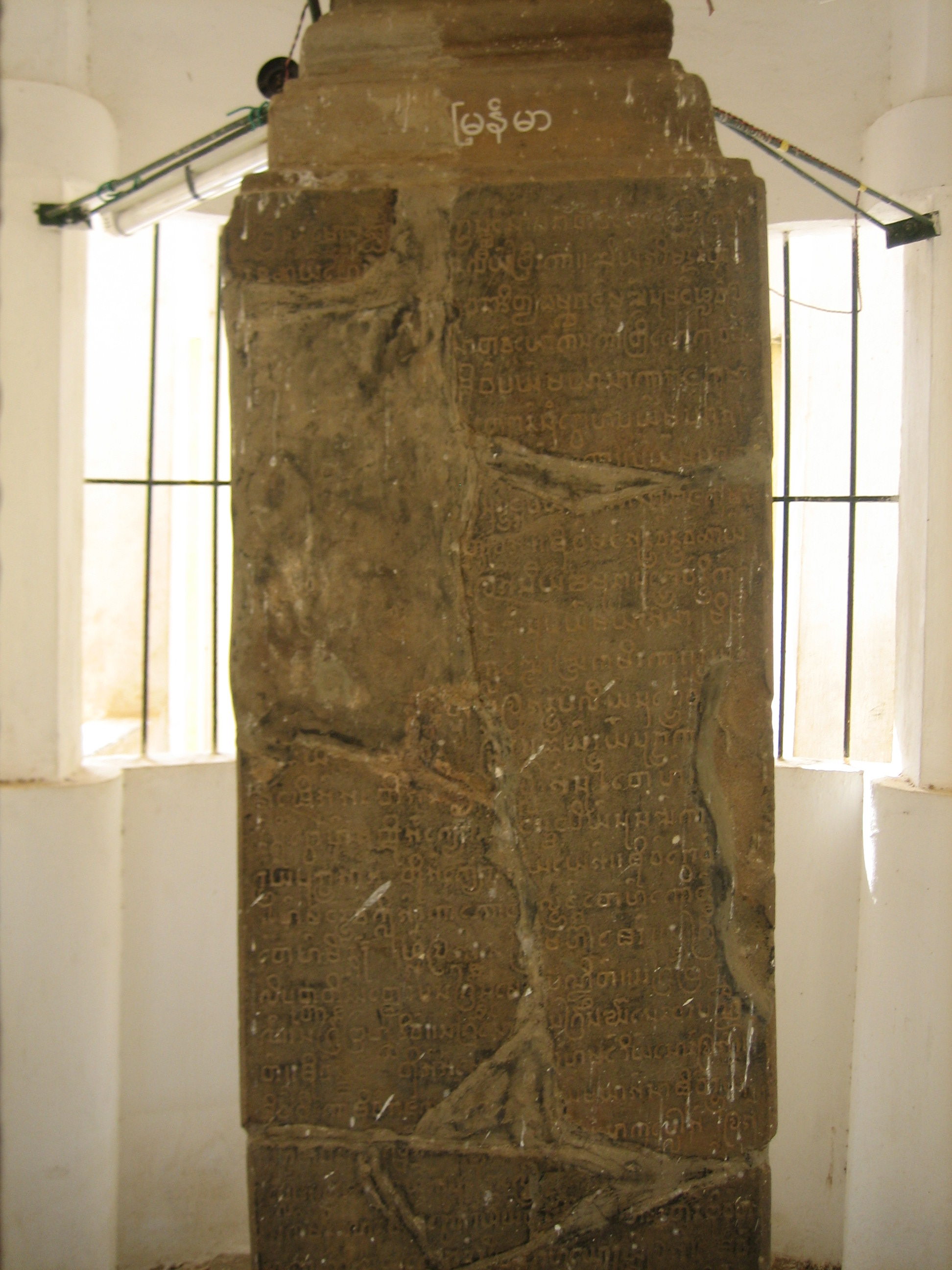
L'inscription de Myazedi, première trace conservée d'écriture birmane.

### Politique
Kyanzittha fortifia l'empire construit par son père Anawrahta. Bien qu'il ait réprimé la révolte des Môns, il poursuivit une politique conciliante à leur égard. Il avait passé sept ans en exil en territoire môn et respectait leur culture. Il entretint des érudits môns à sa cour. La plupart de ses inscriptions sont en môn (probablement parce que l'alphabet birman n'était pas encore conçu). La langue mône était largement employée parmi les élites, et le pyu était également encore utilisé.
Cette politique se montra efficace. Durant son règne, il n'y eut pas de révolte dans le sud et les autres régions restèrent globalement en paix. (Il envoya une expédition dans le nord de l'Arakan, parce que le royaume, qui était son tributaire, avait été attaqué par le prince du sud de l'Arakan. Ses troupes repoussèrent l'attaque mais ne réussirent pas à capturer le prince.)
La nouvelle puissance de Pagan ne resta pas ignorée. L'autre puissance d'Asie du Sud-Est, l'Empire khmer, cessa ses raids contre le sud de son territoire. Lorsque Kyanzittha envoya une ambassade auprès de la dynastie Song en 1106, les chinois reçurent les envoyés birmans avec les honneurs réservés aux royaumes souverains.

### Essor du birman
Le birman vernaculaire continua à gagner de l'importance parmi la population, bien qu'il fût encore mineur par rapport aux langues mône et pyu bien établies. (Le pâli avait déjà remplacé le sanskrit comme langue liturgique en 1057.) La première trace d'un alphabet birman est l'inscription de Myazedi, dédiée en 1113 à Kyanzittha par son fils Yazakumar, alors qu'il était sur son lit de mort. L'usage du pyu commença à décliner.
La première mention du mot « Myanmar » (le nom littéraire des birmans ou bamars) apparaît dans les inscriptions du nouveau palais de Kyanzittha, construit entre décembre 1101 et avril 1102.

### Questions religieuses

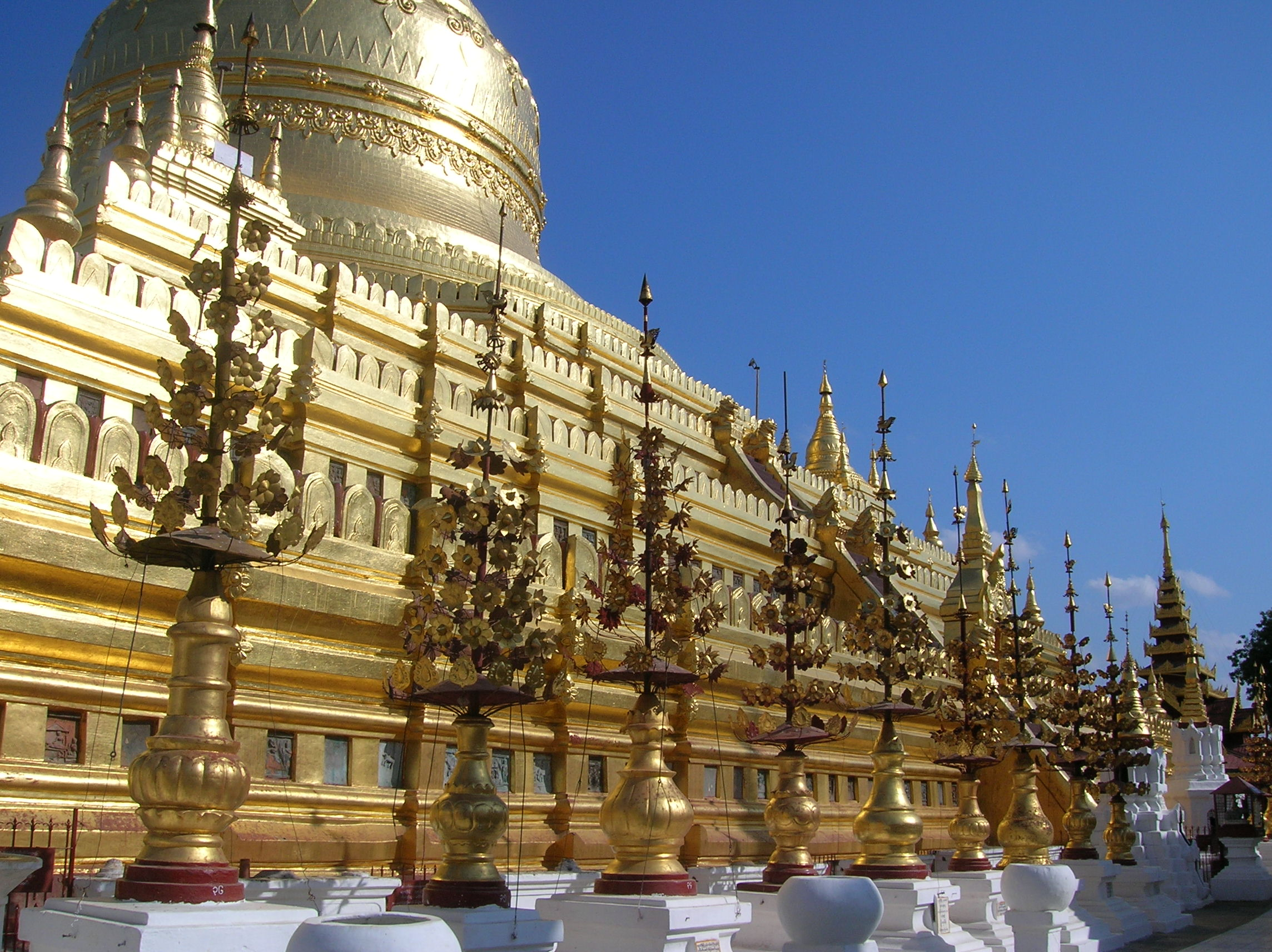
Aspect de la Pagode Shwezigon (2000).

Guidé par Shin Arahan, Kyanzittha poursuivit la politique de son père de réforme du bouddhisme de Pagan, qui était un mélange de bouddhisme tantrique Ari, de bouddhisme Mahayana, de bouddhisme Theravada et d'hindouisme. Il donna asile à des bouddhistes fuyant l'Inde (dont une partie venait juste de tomber sous domination musulmane). Il s'entretint durant trois mois avec huit savants bonzes indiens. Enthousiasmé par la description de leur grand temple souterrain d'Ananta (en Orissa, près de Bhubaneswar), il fit construire le Temple de l'Ananda à son imitation. Il acheva aussi la construction de la pagode Shwezigon, commencée par son père.
Cependant les historiens considèrent que, même réformée sous l'influence de Shan Arahan, la religion d'Anawrahta, de Kyanzittha et des autres rois de Pagan était encore très fortement imprégnée d'hindouisme, si on la compare au bouddhisme birman plus orthodoxe des XVIIIe et XIXe siècles. En effet, approuvé par Shin Arahan, Kyanzittha croyait que Vishnou était son protecteur.

### Succession
Kyanzittha nomma prince héritier son petit-fils Sithu (le futur Alaungsithu), car il pensait qu'il n'avait pas de fils. Mais il avait oublié son épouse Thanbula, laissée enceinte à Kaungbyu lorsqu'il avait été rappelé à Pagan en 1077. Celle-ci avait donné naissance à un garçon, et elle n'apprit pas tout de suite que son époux était devenu roi. Quand elle se rendit enfin à Pagan avec son fils, Kyanzittha ne voulut pas revenir sur sa parole. Au lieu de cela, il le nomma gouverneur de l'Arakan avec le titre de Yazakumar (en Pâli Rajakumar, littéralement : Fils du roi).
Kyansittha mourut au début de 1103 à 71 ans. Alaungsithu lui succéda.

## Kyanzittha aujourd'hui
Kyanzittha est considéré comme un des plus grands rois birmans pour avoir sauvé et affermi le tout jeune Empire de Pagan. Sa poursuite des politiques sociale, économique et religieuse d'Anawrahta fit du royaume en un pouvoir régional majeur. On estime généralement que son règne marque le début de l'assimilation des diverses traditions (Mône, Pyu et Birmane) dans une culture commune, qui allait dominer la vallée de l'Irrawaddy.

### Dans la culture populaire
Kyanzittha a l'image romantique d'un roi combattant. Il fut populaire durant son règne et ensuite. Sa vie et ses exploits ont été repris dans la littérature birmane, au théâtre et au cinéma. (Il est le héros du film birman Kyan Sit Min, sorti en 2005.)
Le Team Kyansittha est une des quatre groupes rassemblant les élèves dans toutes les écoles primaires et secondaires de Birmanie. (Les autres sont nommés d'après 3 autres héros : les rois Alaungpaya et Bayinnaung et le général Maha Bandula.)